# Ondřej Hrachovský
Ondřej Hrachovský (* 3. ledna 1998, Kyjov) je český hokejista. Hraje na postu obránce.

## Hráčská kariéra
- 2015–16 HC Ocelari Trinec U18, HC Ocelari Trinec U20
- 2016–17 HC Ocelari Trinec U20
- 2017–18 HC Ocelari Trinec U20, HC Frýdek-Místek
- 2018–19 HC Frýdek-Místek, HK Nový Jičín
- 2019/2020 HC Oceláři Třinec ELH, HC Frýdek-Místek
- 2020/2021 HC Oceláři Třinec ELH, HC Frýdek-Místek